# Pilophorus walshii
Pilophorus walshii är en insektsart som beskrevs av Philip Reese Uhler 1887. Pilophorus walshii ingår i släktet Pilophorus och familjen ängsskinnbaggar. Inga underarter finns listade i Catalogue of Life.